# Oonopinus oceanicus
Oonopinus oceanicus är en spindelart som beskrevs av Marples 1955. Oonopinus oceanicus ingår i släktet Oonopinus och familjen dansspindlar. Inga underarter finns listade i Catalogue of Life.